# スパター丘
スパター丘（スパターきゅう、英語: spatter cone）は、火山の噴火によって形成される地形の一つである。
流動性の低い苦鉄質マグマが噴火を起こす場合、爆発力が弱ければ火口のまわりにベタベタと溶岩が飛び散る。これらひとつひとつをスパターといい、火山弾が堆積・溶結して出来た岩石をアグルチネート（英語: agglutinate）とよぶ。噴火が続くと次第に火口の縁を形成していきスパター丘ができる。通常は高さが10m以下で、岩盤の亀裂に沿って線状に並んで形成されることが多い。もう少し爆発力が強いと、円錐台状の山体をもつスコリア丘となる。

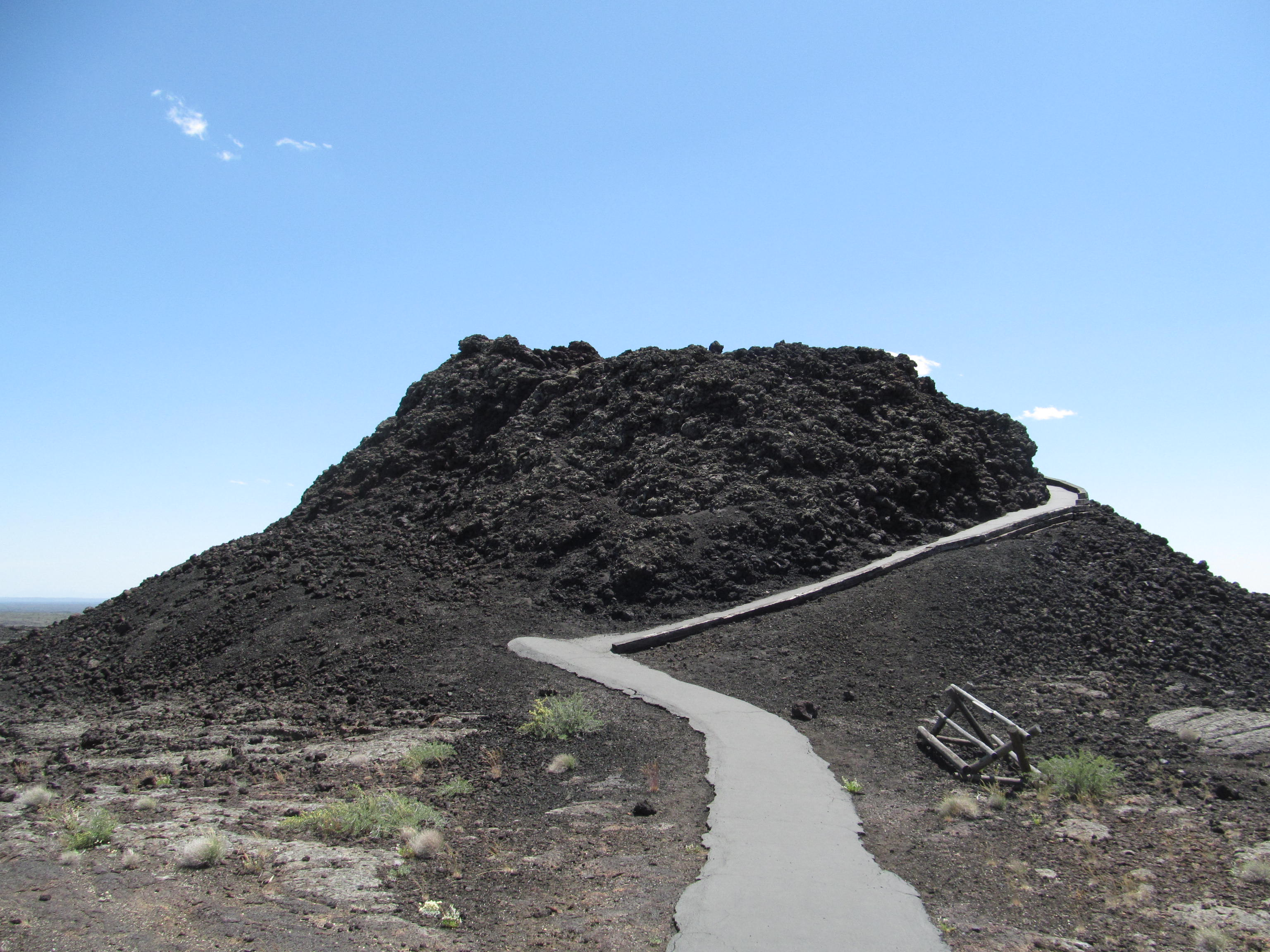
スパター丘 Craters of the Moon火山, 米アイダホ州
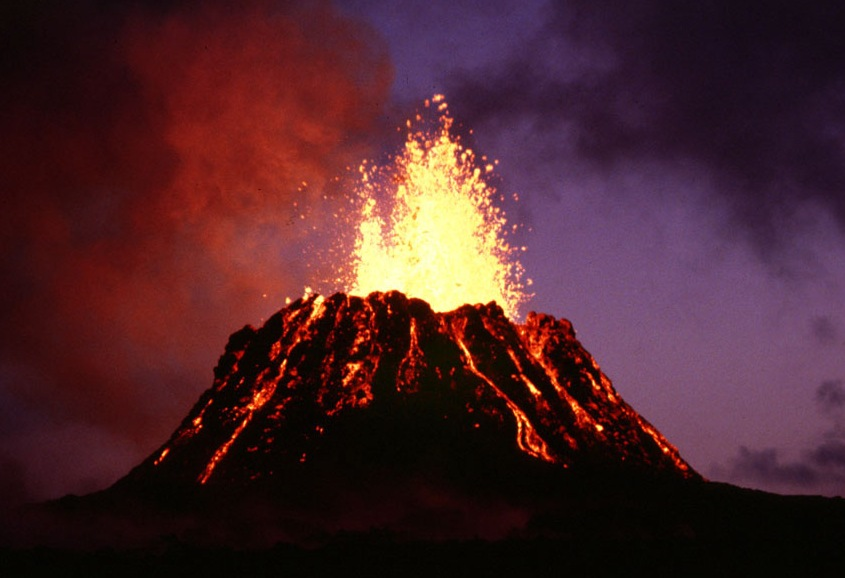
スパター丘 キラウエアのプウ・オオ火口（1983年）
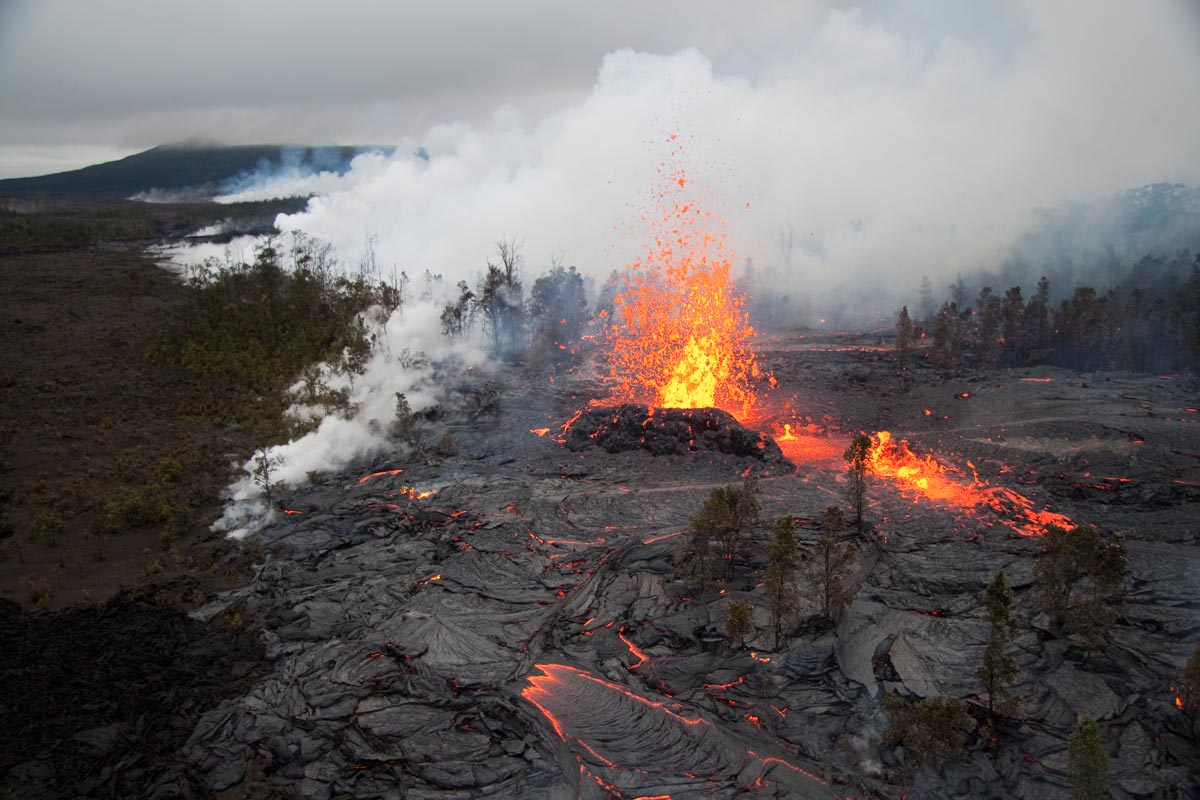
キラウエア火山の飛び散るスパター
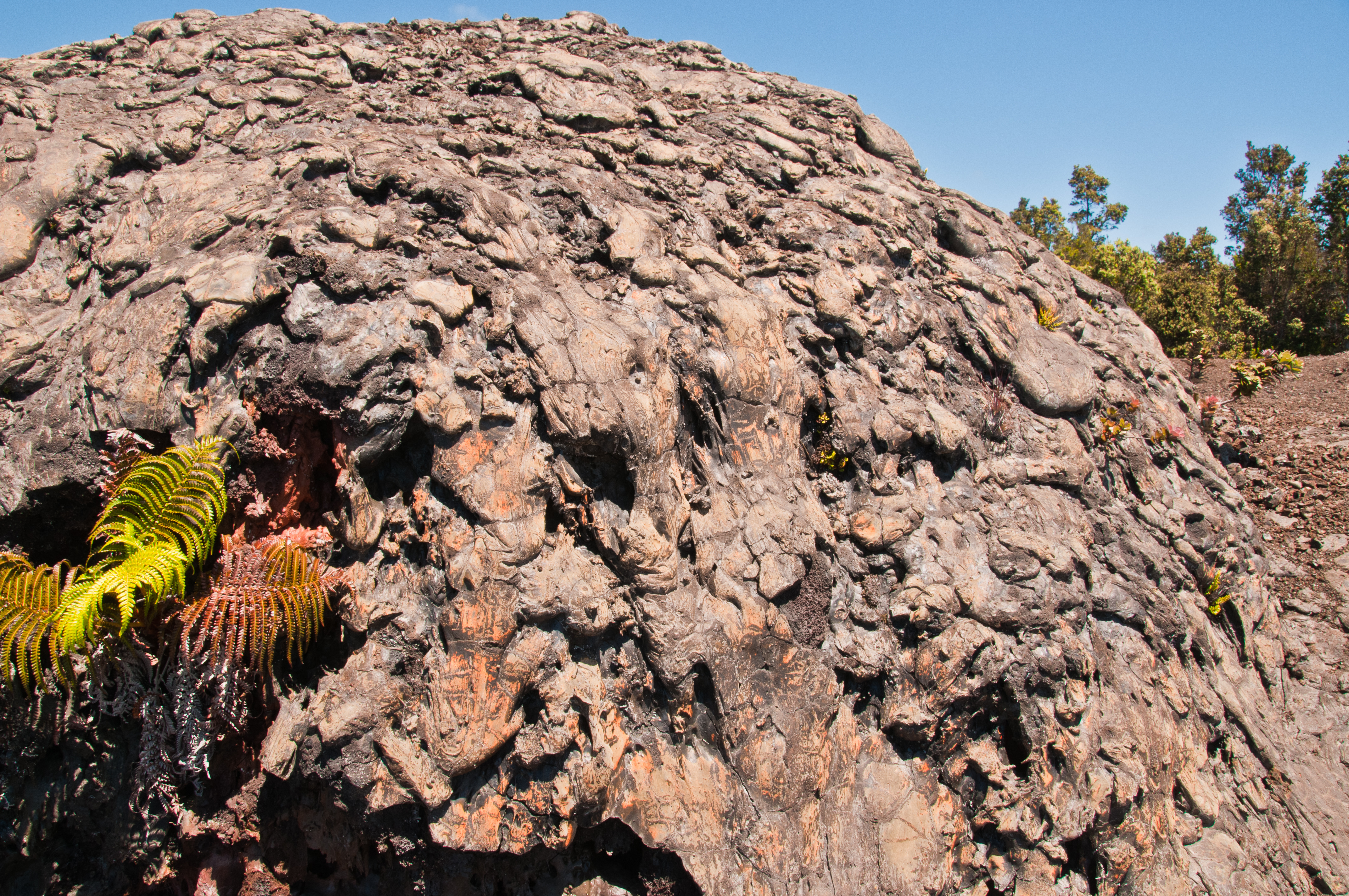
>キラウエアのアグルチネート
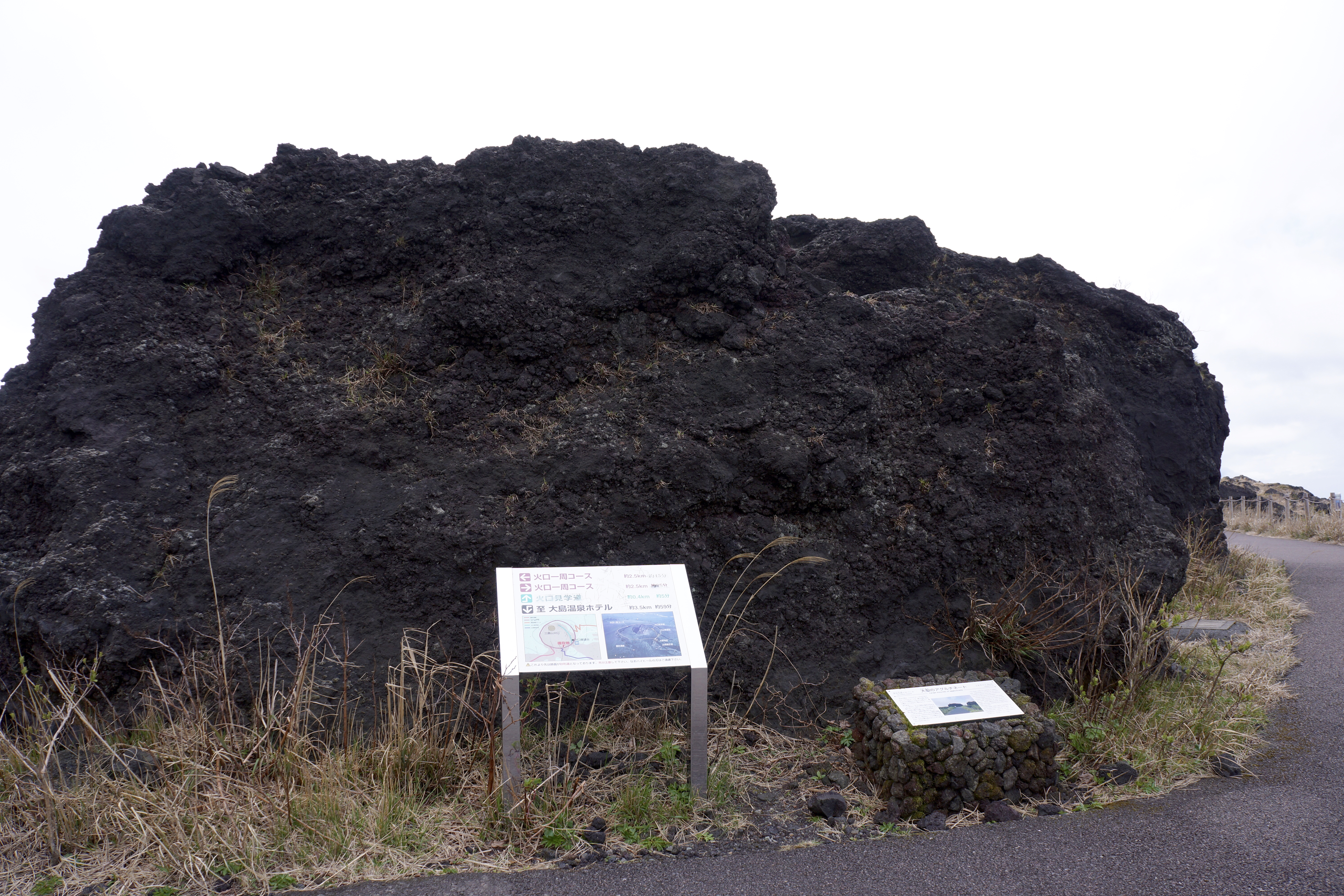
伊豆大島のアグルチネート[注釈 1]